# Kostel svatého Václava (Sazovice)
Kostel svatého Václava je římskokatolický chrám ve středu obce Sazovice v okrese Zlín.
Jeho válcový tvar je inspirován rotundami z doby svatého Václava. Dokončen a vysvěcen byl v roce 2017. Architektem byl Marek Jan Štěpán. Kromě své náboženské funkce je kostel i kulturním a komunitním centrem.

## Historie
Obec nikdy vlastní kostel neměla, a věřící proto dojížděli na bohoslužby do kostela Nejsvětější Trojice v Mysločovicích. Jedinou sakrální stavbou v Sazovicích byla zvonička z roku 1708, zničená koncem druhé světové války a v roce 1947 nahrazená novou.
Záměr postavit kostel vznikl v Sazovicích ještě před druhou světovou válkou. Její dopad a poté komunistická éra jej však na desetiletí pohřbily. V roce 2011 se k myšlence vybudování kostela místní obyvatelé vrátili a založili Spolek pro stavbu kostela.
Základní kámen posvětil papež Benedikt XVI. v Loretu 4. října 2012. Před koncem roku 2014 už byl hotový projekt a získána všechna povolení. Kostel se stavěl zhruba dva roky. Investiční náklady dosáhly kolem 20 milionů korun. Zásadní část věnoval místní mecenáš, přispěly i farnosti a firmy a část se vybrala ve veřejné sbírce. Pozemek spolku věnovala obec.
V roce 2017 byl kostel oceněn v soutěži Nejlepší z realit - Best of Realty, kde získal zvláštní cenu poroty. Časopis Azure ho před Vánocemi 2017 zařadil mezi deset nejlepších staveb postavených na světě v roce 2017.

## Popis
Kostel má válcový tvar a vypadá jako „papírový smotek“, z něhož se odchlipují lístky. V místech rozevření stěn jsou umístěna okna, která však neumožňují přímý výhled ven. „Chtěl jsem, aby kostel vypadal co nejméně materiálně, aby byl co nejvíce odhmotněn. Vstup člověka do chrámu má být totiž cestou od vnějšího materiálního světa k vnitřnímu duchovnímu,“ uvedl architekt Štěpán. Boční odražené světlo dovnitř chrámu přivádějí zářezy ve válci. Světlo přivádí i kulatý průhled ve stropě, lemovaný třemi stranami trojúhelníku symbolizujícího Boží oko. Interiér je jednoduchý, má navozovat v lidech pocit ztišení a klidu. Lavice jsou uspořádány na soustředných polokruzích, kapacita kostela je 180 lidí. Kostel je vybaven varhanami. Reproduktory jsou skryté pod omítkou, aby nerušily čisté linie prostoru. Součástí stavby je i společenské centrum, sál a klubovna. Na stěnách jsou reliéfy svatého Václava a Madony od Vladimíra Kokolii. Ve 12 metrů vysoké zvonici je umístěna zvonkohra. Tu i celý kostel 13. května 2017, přesně na sté výročí zjevení Panny Marie ve Fatimě, vysvětil tehdejší olomoucký arcibiskup Jan Graubner.
Jde o filiální kostel farnosti Mysločovice.